# Wildkirchli
Wildkirchli es el nombre de un sistema de tres cuevas del macizo Alpstein de Appenzell, Suiza. Se caracterizan por sus vestigios de viviendas del Paleolítico (neandertales) descubiertas en 1903-1908, Emil Bächler  por Emil Bachler (1868-1950), que datan de cerca de entre 50 000−30 000 AP. Incluso de antes son los restos de osos de cavernas que se encuentran en las cuevas, que datan de cerca de 90 000−40 000 AP. La cabaña del ermitaño cuenta con un esqueleto de oso grande encontrado en las cuevas del lugar.
Las cuevas fueron habitadas por ermitaños desde 1658 hasta 1853. El último ermitaño estuvo hasta su muerte en la montaña a mediados de 1800; el lugar permaneció vacante hasta que fue renovado como un museo en 1972.
Hoy en día, las cuevas son un lugar turístico.